# Mary Had a Little Lamb

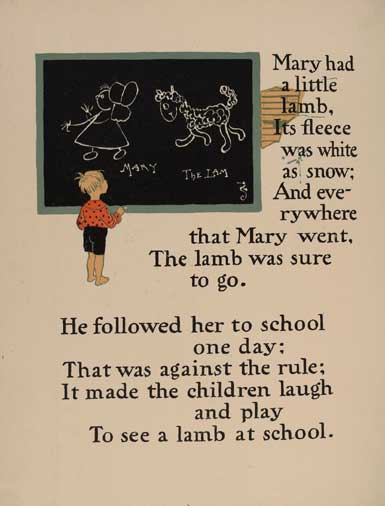
Ilustração de William Wallace Denslow para Mary had a little lamb, na edição de 1901 de Mãe Gansa.

"Mary Had a Little Lamb" ("Maria tinha um carneirinho") é uma música para crianças estadunidense do século XIX, cuja letra é atribuída a Sarah Hale.

## Texto original

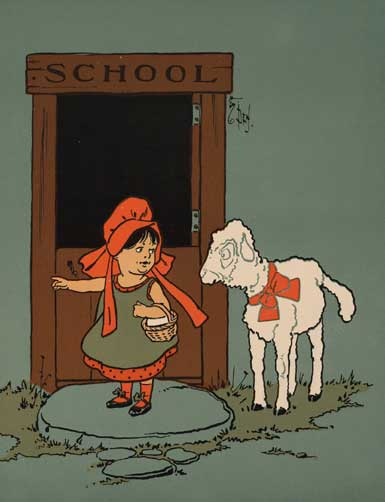
Mary e o cordeiro na escola, de acordo com Denslow.

Mary had a little lamb,
Its fleece was white as snow;
And everywhere that Mary went,
The lamb was sure to go.
He followed her to school one day;
That was against the rules;
It made the children laugh and play;
To see a lamb at school.
And so the teacher turned it out,
But still it lingered near,
And waited patiently about
Till Mary did appear.
"Why does the lamb love Mary so?"
The eager children cry;
"Why, Mary loves the lamb, you know,"
The teacher did reply.
O que poderia ser traduzido como:
Maria tinha um carneirinho,
Sua lã era branca como a neve;
E a todo lugar onde Maria ia,
O carneirinho a seguia breve.
Um dia, à escola ele a foi à acompanhar;
O regulamento não o permitia;
Isto fez as crianças rir e brincar;
Ao ver um carneirinho na escola.
E assim a professora o pôs para fora,
Mas ali por perto ele permaneceu,
E esperou pacientemente até
Que a Maria apareceu.
"Porque o carneirinho gosta tanto da Maria assim?"
Gritaram as crianças impacientes;
"Porque Maria ama o cordeirinho, enfim",
Respondeu a professora prontamente.

## Outras versões/usos
- Amy Lee; Evanescence  colocou os dois primeiros versos de "Mary had a little lamb" de forma parodiada em  "lose control" que traduzida pode ser entendido por "Mary tinha um carneirinho, Seus olhos eram negros como carvões".
- Thomas Edison recitou a primeira estrofe do poema para testar sua invenção, o fonógrafo, em 1877, transformando-a no primeiro regist(r)o de áudio a ser feito e reproduzido com sucesso. Em 1923, Henry Ford, amigo de Edison, transportou de Sterling, Massachusetts, para o terreno da Wayside Inn, uma construção que se supunha ser a escola originalmente citada no poema.
- Paul McCartney e Wings lançaram uma versão da canção com nova melodia escrita por McCartney, como um single em 1972.
- Stevie Ray Vaughan tem um blues da música Mary Had a Little Lamb no seu álbum Texas Flood, que foi originalmente composta e tocada pelo Buddy Guy.
- Korn colocaram alguns versos na música "Shoots and Ladders".